# معركة باتاي
مَعْرَكة بَاتايْ (بالأنجليزية: Battle of Patay) ، (بالفرنسية: Bataille de Patay) دَارَتْ رَحَاها يَوم 18 يونيو 1429 شمال أورليان، بينَ مَملكة إنجِلترا ومَملكة فَرنسا خلال فترة حرب المائة عام. ألحق الفرسان الفرنسيون هزيمة قاسية بالإنجليز. تمكن العديد من الفرسان الإنجليز وسلاح الخيالة من الفرار، لكن تم إلحاق خسائر مدمرة بفيلق من رماة الأقواس الطويلة الإنجليزية ، والتي لم يتم إعادة تشكيلها بعد المعركة. كان هذا الانتصار للفرنسيين ما كان معركة أجينكور بالنسبة للإنجليز. على الرغم من أن جان دارك تنسب معظم القتال إلى طليعة الجيش الفرنسي حيث هربت الوحدات الإنجليزية، ولم تتمكن الأجزاء الرئيسية من الجيش الفرنسي (بما في ذلك جان نفسها) من اللحاق بالطليعة حيث استمرت بملاقحة القوات الإنجليزية لعدة أميال.

## خلفية
بعد أن تخلى الإنجليز عن حصار أورليان في 8 مايو 1429 ، انسحب الناجون من القوات المحاصرة إلى حاميات قريبة على طول نهر اللوار. بعد شهر، بعد أن جُمع الرجال والإمدادات للحملة القادمة، شرع الجيش الفرنسي، تحت قيادة الدوق يوحنا الثاني، في الاستيلاء على هذه المواقع والجسور التي يسيطرون عليها. في 12 يونيو استولوا على جارجو خلال عاصفة،  ثم استولوا على الجسر في ميونغ سور لوار وساروا، دون مهاجمة القلعة المجاورة، لفرض حصار على بيوجنسي في 15 يونيو. 
جيش التعزيزات الإنجليزي بقيادة السير جون فاستولف ، الذي انطلق من باريس بعد الهزيمة في أورليان ، انضم الآن إلى الناجين من الجيش المحاصر تحت قيادة اللورد تالبوت ولورد سكيلز في ميونغ سور لوار. حث تالبوت على شن هجوم فوري للتخفيف على بيوجنسي، لكن عارضه فاستولف الأكثر حذرًا، الذي كان مترددًا في السعي لخوض معركة ضارية ضد الفرنسيين الأكثر عددًا. استسلمت حامية بيوجنسي، التي لم تكن على دراية بوصول تعزيزات فاستولف، وأثبطت عزيمتها من تعزيز الفرنسيين من قبل فرقة بريتون بقيادة آرثر دي ريشمونت ، في 18 يونيو. ثم وافق تالبوت على اقتراح فاستولف بالتراجع نحو باريس. عًلم الفرنسيون هذه الحركة، وانطلقوا لمطاردة الأنجليز، واعترضوا الجيش الإنجليزي بالقرب من قرية باتاي.

## المعركة
في هذه المعركة، استخدم الإنجليز نفس الأساليب التي استخدموها في أنتصاراتهم السابقة مثل معركة كريسي عام 1346 و معركة أجينكور عام 1415 ، حيث نشروا جيشًا يتكون في الغالب من رماة الأقواس الطويلة خلف حاجز من الرهانات الحادة مدفوعة إلى الأرض لعرقلة أي هجوم من قبل سلاح الفرسان.
بعد أن أدرك الأنجليز النهج الفرنسي، أرسل تالبوت قوة من الرماة لنصب كمين لهم في رقعة من الغابات على طول الطريق. على ما يبدو غير راضٍ، حاول تالبوت إعادة نشر رجاله، ووضع 500 من رماة الأقواس الطويلة في مكان مخفي من شأنه أن يسد الطريق الرئيسي.  ومع ذلك، فقد واجهوا هجومًا مفاجئًا لسلاح الفرسان من قبل 180 فارسًا من الطليعة الفرنسية تحت قيادة لا هاير ويان زاينترييس قبل أن تتاح لهم الفرصة لإعداد موقعهم وسرعان دمرت قواتهم، مما أدى إلى تعرض الوحدات الإنجليزية الأخرى ألى خطر الهجوم.  في وقت سابق، كشف رماة الأقواس الطويلة الإنجليز عن غير قصد عن موقف الجيش الإنجليزي للكشافة الفرنسيين عندما تجول أيل وحيد في حقل قريب وأطلق الرماة صرخة ˈصَيدˈ. بعد ان تعاملوا مع تهديد الكمين، سرعان ما انضم إلى الفرسان الفرنسيين بقية الطليعة المكونة من حوالي 1300 خيال. ثم هاجموا المواقع الإنجليزية على الأجنحة، والتي تركت دون حماية من قبل الأوتاد الحادة. حاولت وحدة فاستولف الانضمام إلى الطليعة الإنجليزية لكن الأخيرة هربت، مما أجبر فاستولف على أن يحذو حذوها. كانت بقية المعركة عبارة عن عملية تطهير طويلة لسلاح الفرسان الثقيلة ضد الوحدات الإنجليزية الهاربة، مع القليل من المقاومة المنظمة. 
خلال المعركة، فقد الإنجليز أكثر من 2000 رجل من أصل قوة قوامها حوالي 5000 فرد وفقًا للمؤرخ باركر،  وخسارة 2500 رجل هي الأرقام التي قدمها المؤرخ جروميت على وجه التحديد،  العديد منهم من رماة الأقواس الطويلة. على النقيض من ذلك، فقد الفرنسيون حوالي مائة رجل فقط.  تمكن فاستولف، القائد الإنجليزي الوحيد الذي بقي على ظَهر خَيل، من الفرار. تم القبض على جون تالبوت، توماس سكيلز وتوماس ريمبستون. اتهم تالبوت فاستولف لاحقًا بالتخلي عن رفاقه في مواجهة العدو، وهي التهمة التي اتبعها بقوة بمجرد أن تفاوض على إطلاق سراحه من الأسر. نفى فاستولف بشدة التهمة وتم تبرئته في النهاية من التهمة من قبل مجلس خاص من فرسان الرباط.

## ما بعد الواقعة
التدمير الفعلي للجيش الإنجليزي الميداني في وسط فرنسا وفقدان العديد من قادتهم المخضرمين الرئيسيين (كذلك، تم القبض على إيرل سوفولك في سقوط يارجو، بينما قُتل إيرل سالزبوري في حصار أورليان في نوفمبر 1428) ، كانت له عواقب وخيمة على الموقف الإنجليزي في فرنسا، والتي لن تتعافى منها أبدًا. خلال الأسابيع التالية، تمكن الفرنسيون، الذين واجهوا مقاومة لا تذكر، من استعادة مساحات واسعة من الأراضي إلى الجنوب والشرق والشمال من باريس، والسير إلى ريمس ، حيث توج شارل السابع ملك فرنسا في 17 يوليو.